# Drachenlochmuseum

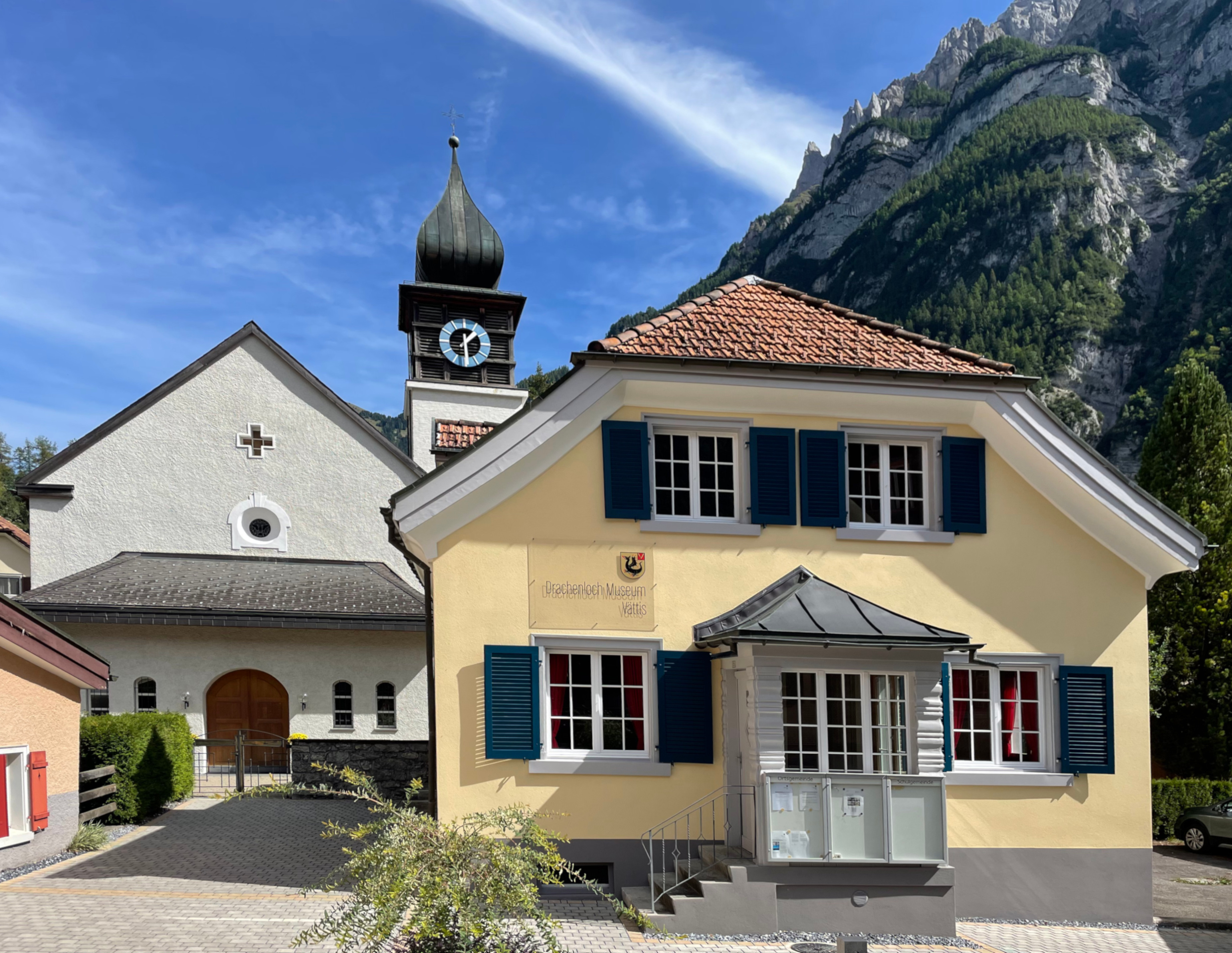
Das Drachenlochmuseum vor dem Kirchturm der Kirche St. Anian

Das Drachenlochmuseum ist ein Ortsmuseum in Vättis in der Gemeinde Pfäfers im Kanton St. Gallen in der Schweiz. Es zeigt vor allem prähistorische Funde aus der Altsteinzeit aus dem Drachenloch, der höchstgelegenen prähistorischen Fundstätte Europas.

## Gebäude
Das Museumsgebäude wurde um 1880 errichtet. Zuerst wurde es als Schulhaus genutzt, ab 1961 diente es als Gemeindehaus. Vorher schon fanden bis 1991 die Ortsbürgerversammlungen darin statt. Das Museum wurde im Herbst 1981 eröffnet. Es kann gegen Voranmeldung besucht werden.

## Ausstellung
In den zwei Räumen des Obergeschosses ist anhand von Dokumenten aus der Grabungsperiode von 1917 bis 1923, Fotos und Grabungsprofilen die Ausgrabungsgeschichte des Drachenlochs dokumentiert, der auf 2427 m ü. M. hoch über Vättis gelegenen Höhle im Drachenberg südöstlich des Pizol. In Vitrinen sind zahlreiche Originalfunde ausgestellt, vor allem Knochen und Schädel von Höhlenbären. Grosse Tafeln informieren unter anderem über Höhlenbären, die Entwicklungsgeschichte des Menschen und geben einen Überblick über die Eiszeiten sowie die geologischen Verhältnisse in der Region.
Gestaltet wurde die Ausstellung im Herbst 1981 von Toni Nigg (1908–2000), Churer Zeichenlehrer und Sohn des Entdeckers, der als Knabe mit seinem Vater Theophil Nigg (1880–1957) bei den Ausgrabungen im Drachenloch dabei war. Er zeichnete und beschriftete die Schautafeln und Pläne.

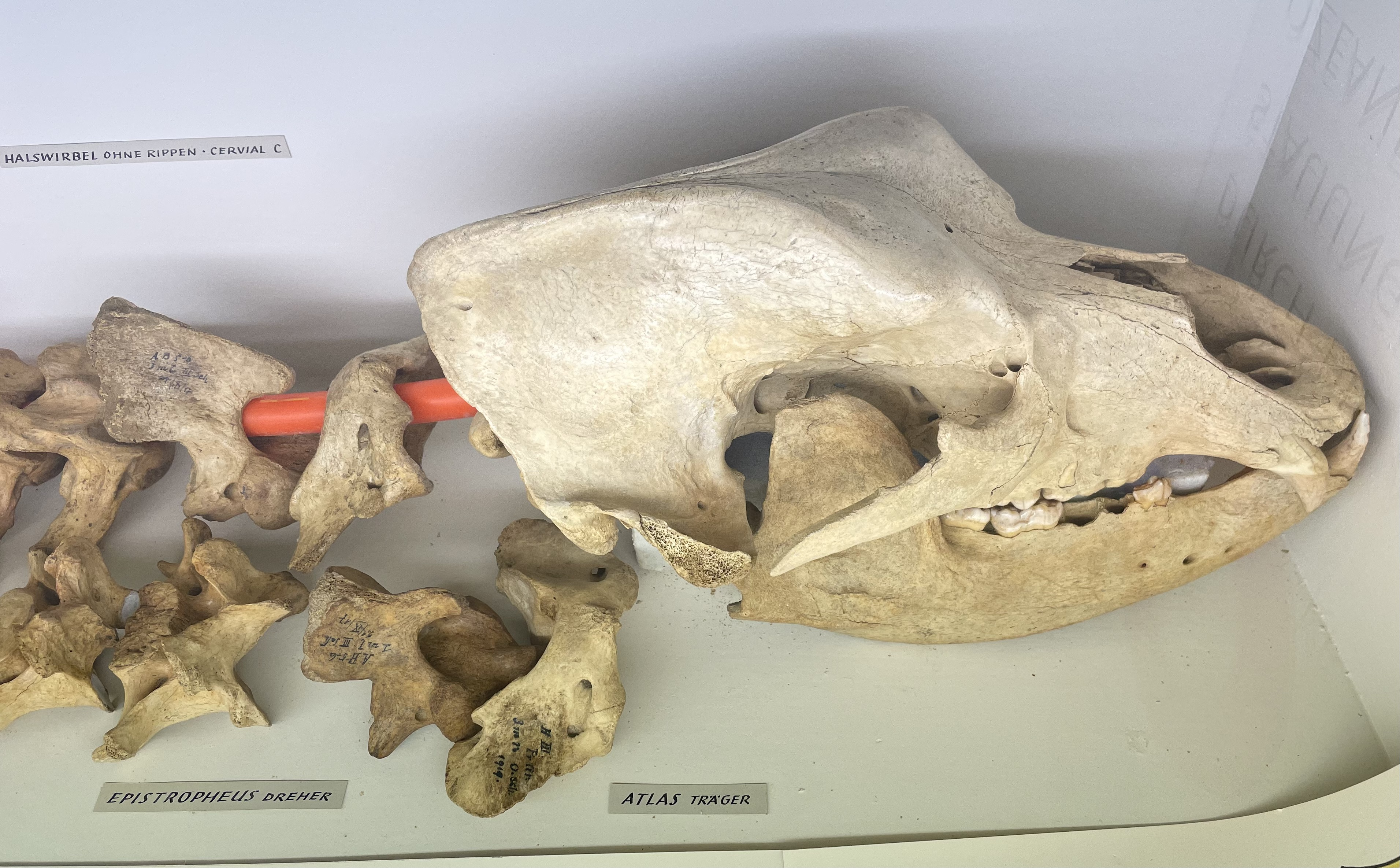
Schädel und Halswirbel
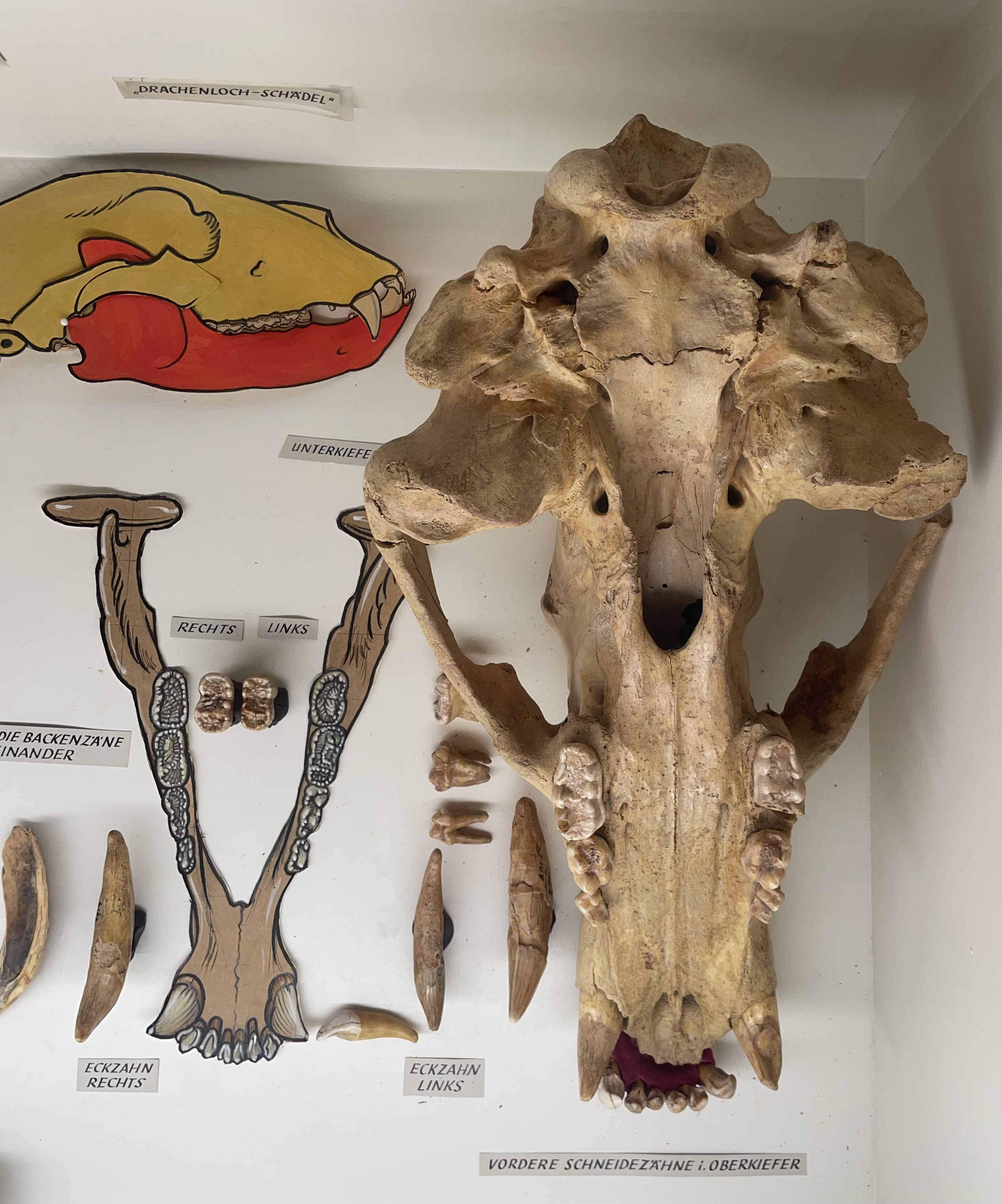
Oberkiefer
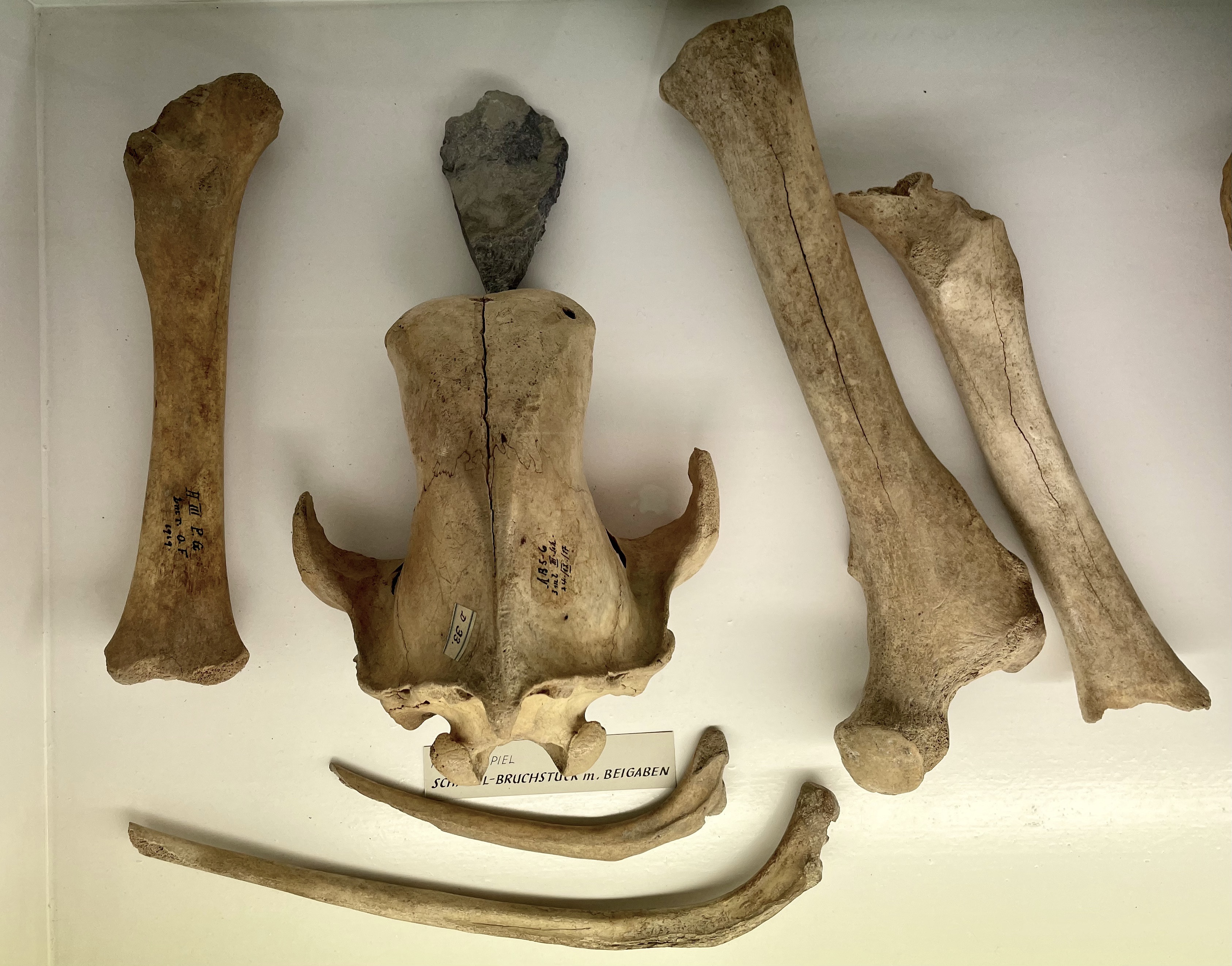
Knochen und Schädel-Bruchstück mit Beigaben – ein Opferkult?

## Neandertaler

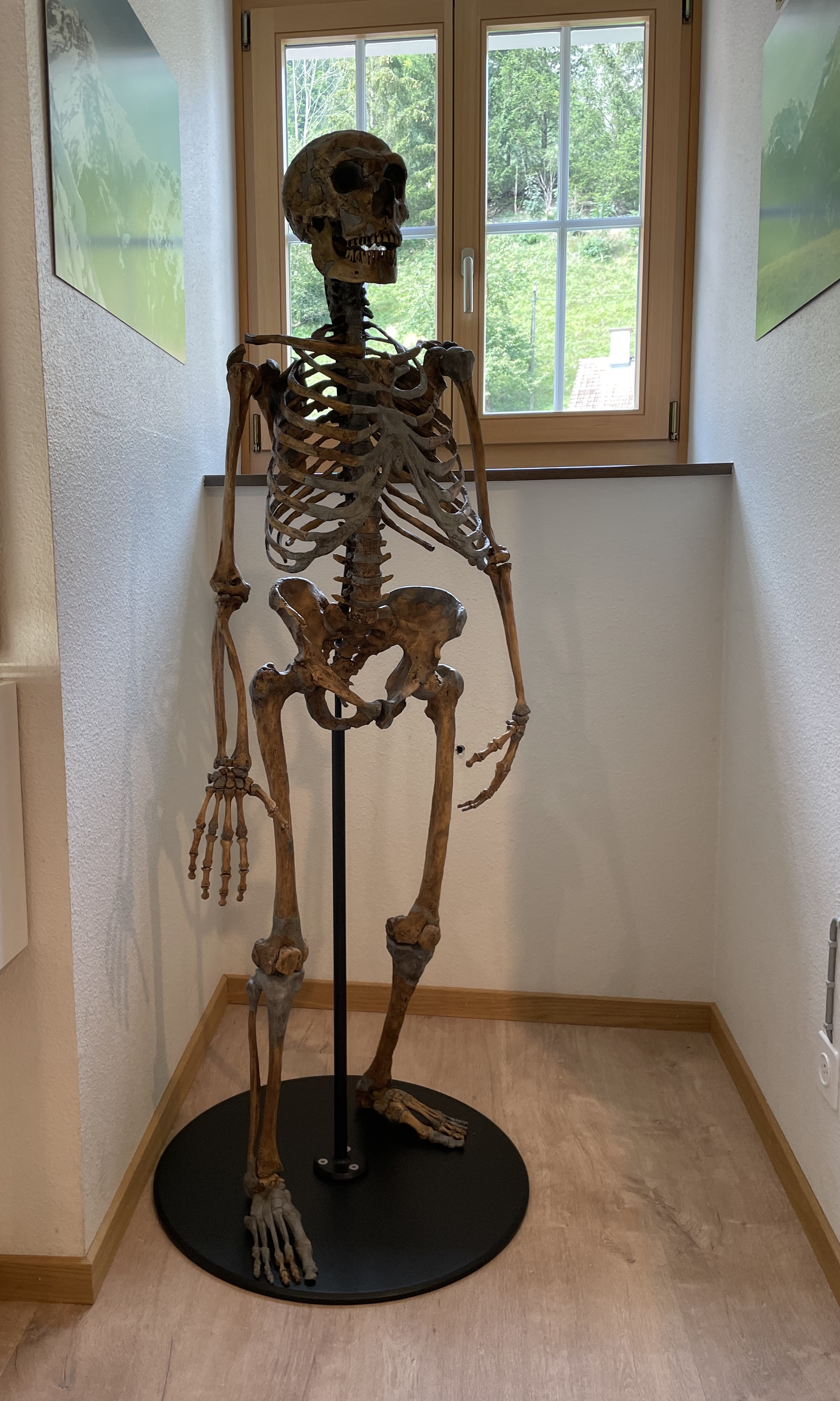
Replik eines Neandertalerskeletts

Das ausgestellte Skelett eines Neandertalers ist eine Rekonstruktion von Gary J. Sawyer und Blaine C. Maley vom American Museum of Natural History im Auftrag einer Firma in Kalifornien, die auf Replikate von Hominiden-Fossilien spezialisiert ist.
Der Nachbildung zugrunde liegen als Originale in erster Linie das Neandertalerskelett La Ferrassie 1, aus der Fundstätte La Ferrassie in der Dordogne. Becken, Brustkorb und Wirbelsäule sind nach dem Skelett Kebara 2 gestaltet, das 1983 von Ofer Bar-Yosef in der Kebara-Höhle in Israel gefunden wurde.
Das ausgestellte Skelett wurde in der Schweiz unter der Anleitung des Altphilologen und Archäologen Peter Baumann von Metallbauer Kilian Waldschmidt und dem Restaurator Marco Pittaluga zusammengesetzt. Baumann liess es 2016 nach Vättis transportieren und schenkte es dem Drachenlochmuseum.

## Münzfund

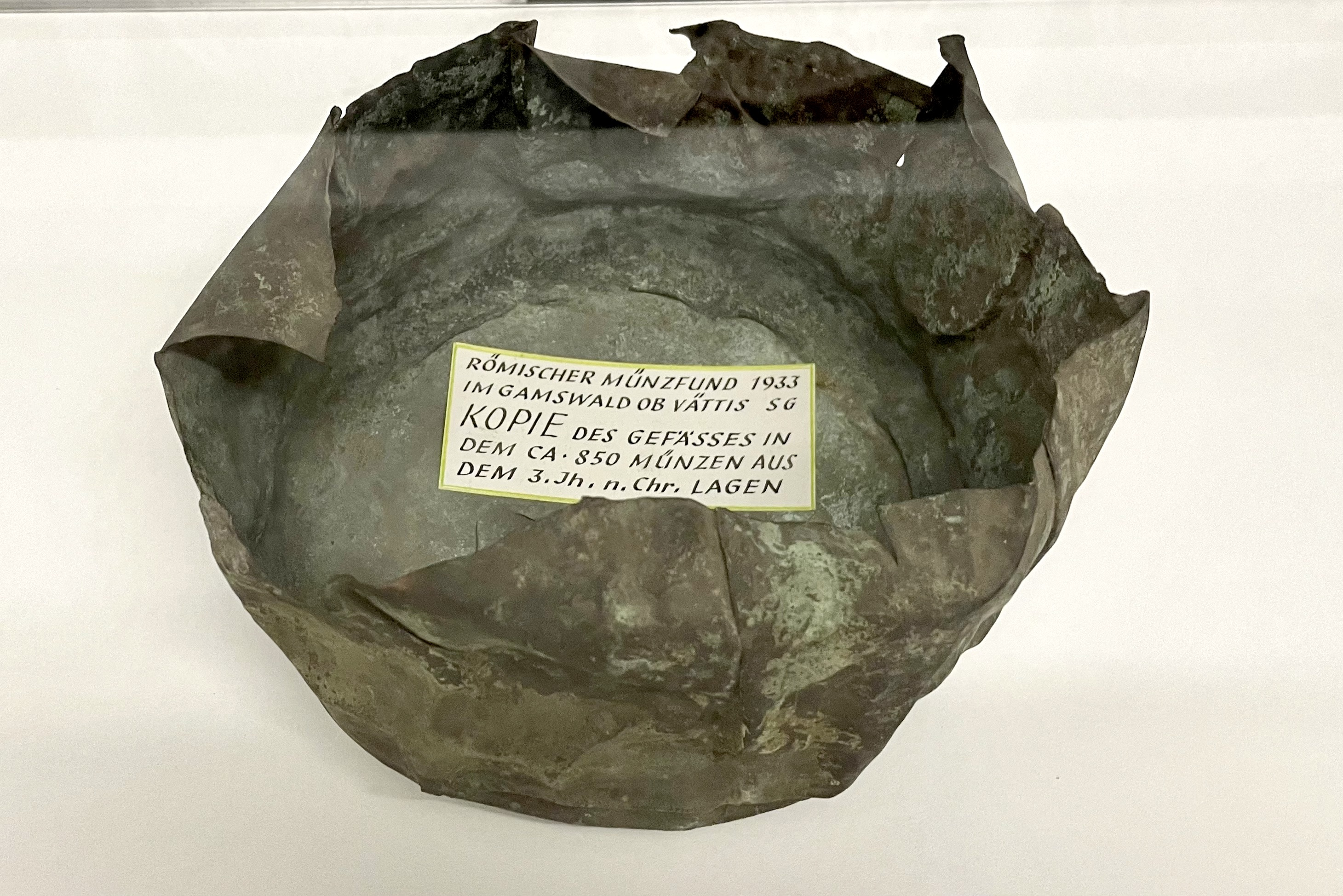
Gefäss, in dem die Münzen gefunden wurden

Ein Raum im Untergeschoss ist dem Fund von römischen Münzen gewidmet. Am 21. Dezember 1933 fand der Vättner Ludwig Kohler beim Bau einer Verbauung des Chrüzbaches unter einem grossen Stein einen Topf aus gefaltetem Schrottblech mit römischen Münzen aus dem 3. Jahrhundert nach Christus. Über die Fundumstände ist so gut wie nichts bekannt, auch die genaue Anzahl der gefundenen Münzen ist unbekannt. 831 Münzen und später noch weitere gelangten für eine erste Sichtung an das Historische Museum St. Gallen. 2008 waren nur noch 36 Münzen aufzuspüren: 33 sind heute im Kanton Graubünden, eine im Museum zu Allerheiligen in Schaffhausen. Weitere Münzen sind wohl irgendwo in Privatbesitz, wurden verkauft, verschenkt oder gingen vergessen.
Bei Nachgrabungen zeigte sich 2007 und 2008, dass die Fundstelle seit 1933 unberührt geblieben und ursprünglich wohl ein regelmässig aufgesuchtes Depot war. In zwei aufgefundenen Steinkisten konnten 50 bis 100 Kilogramm Altmetall aufbewahrt werden. Aufgefunden wurden zirka 140 Gegenstände mit einem Gewicht von 1 bis 2 Kilogramm.

## Weitere Objekte
Im Treppenvorraum zum Obergeschoss sind zahlreiche Präparate einheimischer Wildtiere ausgestellt. Im Untergeschoss stehen die originalen Holzskulpturen aus der Walserkapelle St. Martin. 
In einem weiteren Raum ist eine Sammlung mit vorwiegend lokalen und Bündner Mineralien ausgestellt sowie eine 1923 beim Umbau eines Hauses gefundene eiserne Speerspitze, deren Alter bisher nicht genau bestimmt wurde. Auf einer Werkbank liegen Werkzeuge des Küfergewerbes. Dort liegt auch ein sogenannter Hirtenstein, eine Steinplatte, auf der zu früheren Zeiten Hirten ihren Namen und/oder das Datum ihres Besuches auf der Alp eingeritzt hatten. Die älteste noch erkennbare Inschrift stammt aus dem Jahr 1801. Die Platte wurde im August 2000 am Fahnenstock im hinteren Calfeisental gefunden und ins Museum gebracht, um sie vor weiterer Verwitterung zu schützen.

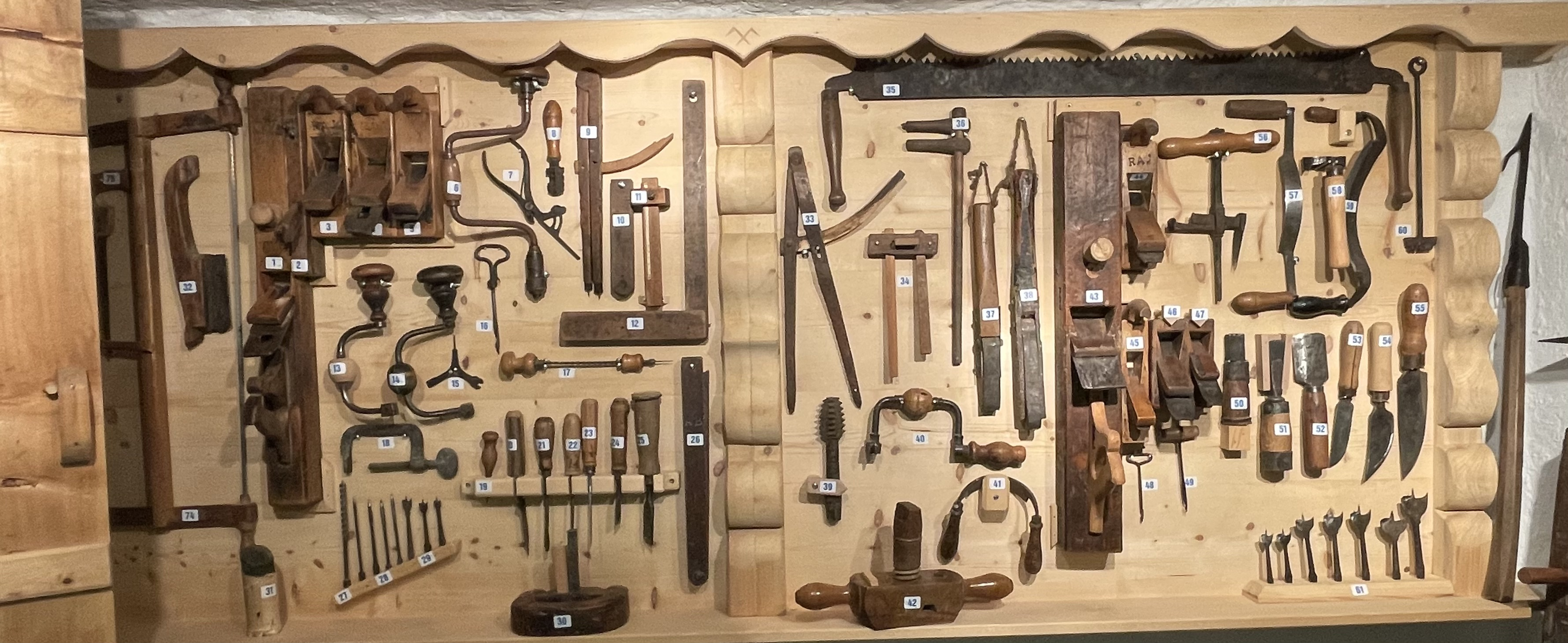
Küferwerkzeuge
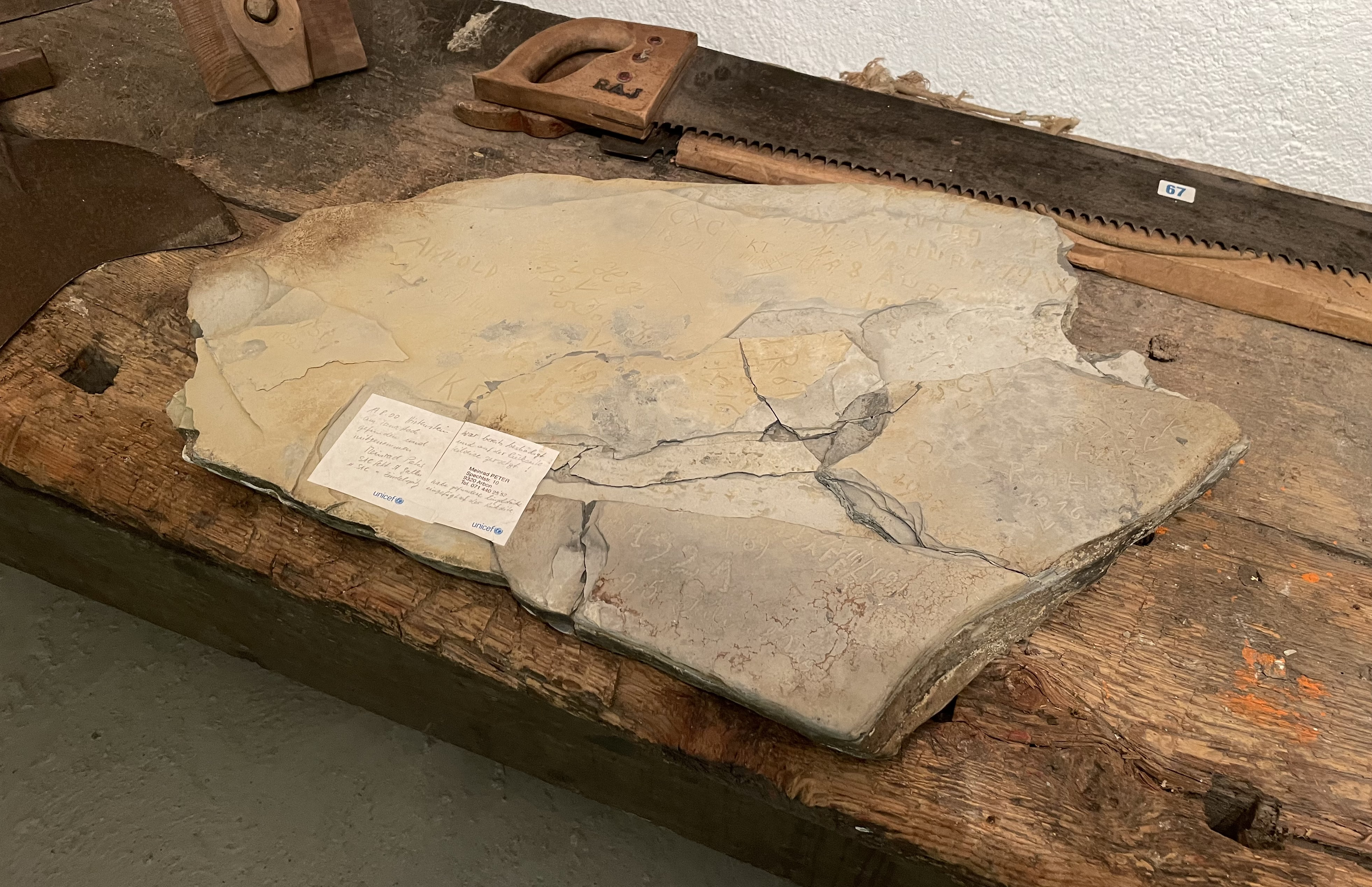
Hirtenstein
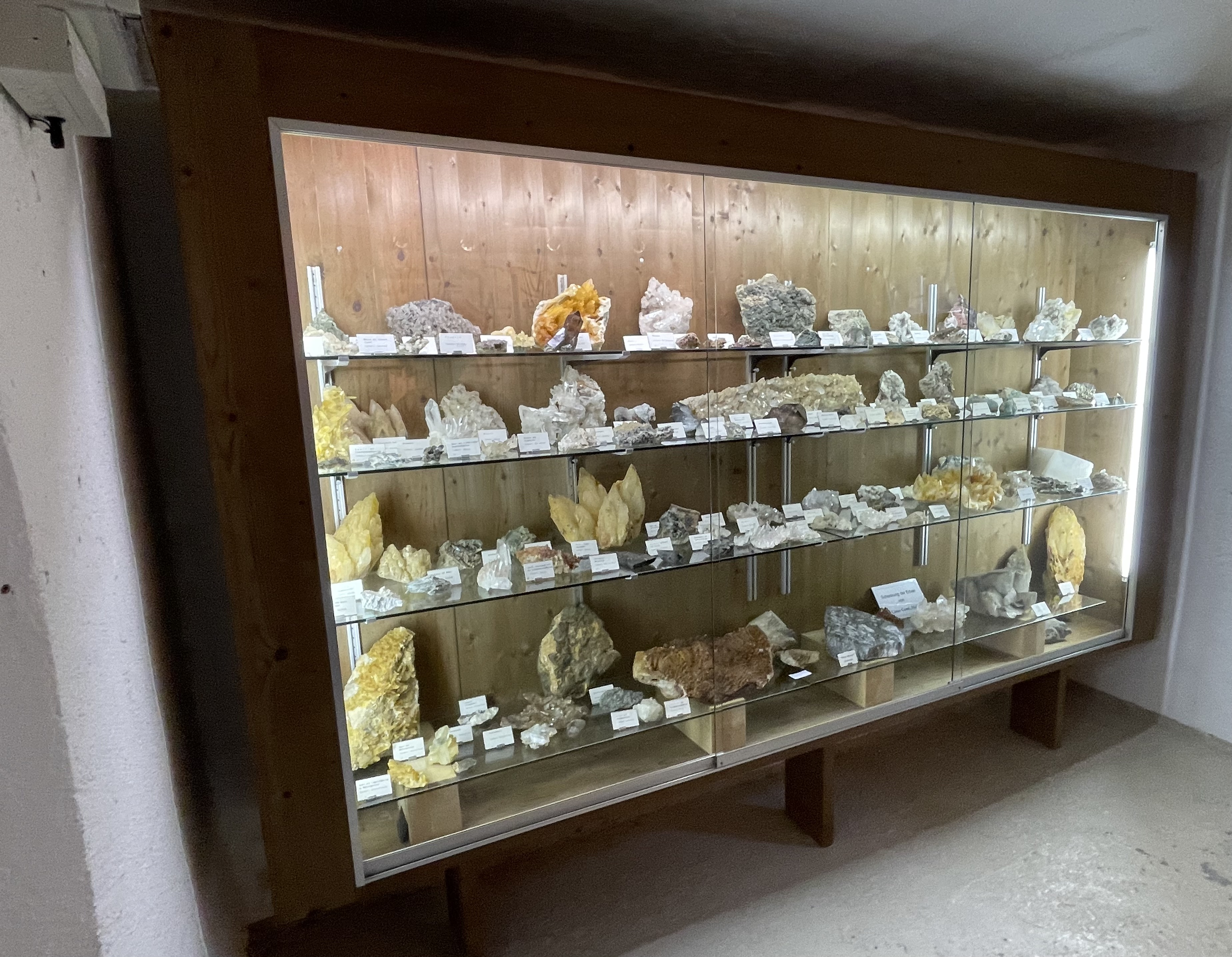
Mineraliensammlung
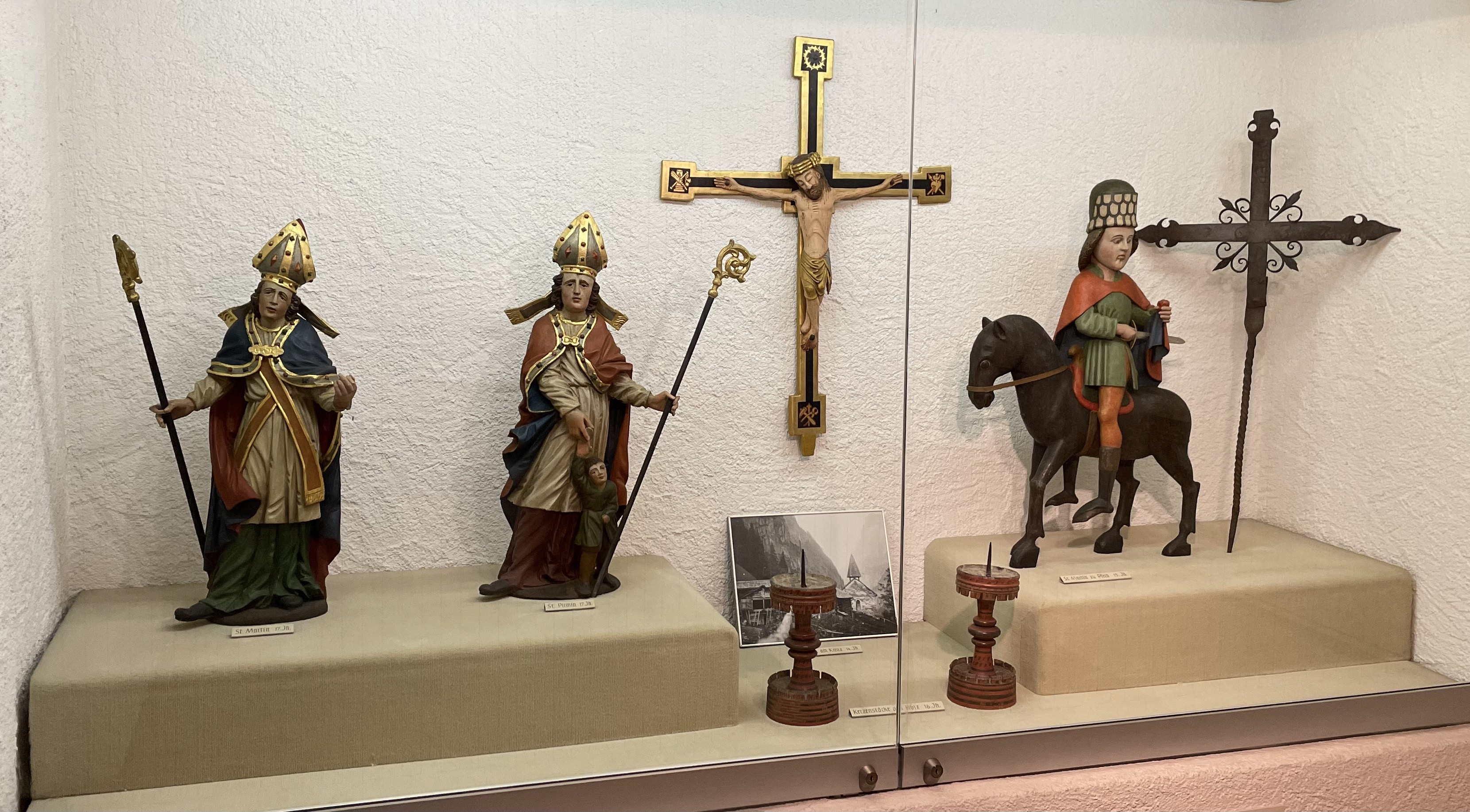
Figuren aus St. Martin